# Aline Villares Reis
Aline Villares Reis (sinh ngày 15 tháng 4 năm 1989) là một cầu thủ bóng đá chuyên nghiệp người Brasil, chơi bóng trong vai trò thủ môn cho câu lạc bộ Tây Ban Nha UD Granadilla Tenerife và đội tuyển nữ quốc gia Brasil. Aline lớn lên ở Campinas, Brasil. Ở tuổi 18, cô chuyển đến Orlando, Florida để chơi bóng đá cho các trường đại học. Aline là một cầu thủ nổi bật cho mọi đội bóng mà cô từng tham gia. Cô được biết đến với sự khỏe mạnh, tốc độ và sự nhanh nhẹn, khả năng nhảy cao và trình độ kỹ thuật cao, được coi là Jorge Campos của bóng đá nữ.

## Sự nghiệp quốc tế
Aline lần đầu tiên được triệu tập lên Trung tâm huấn luyện của đội tuyển quốc gia Brasil vào tháng 7 năm 2009 trong thời kỳ cô đang theo học đại học. Mặc dù cô thực tế không bao giờ được ra mắt chính thức cho đội tuyển quốc gia cho đến sau này, trong sự nghiệp đội tuyển quốc gia, Aline là một thành viên trong một số buổi huấn luyện và trận giao hữu với Brasil. Trong năm 2016, sau một mùa giải nổi bật với Ferroviária, Reis một lần nữa giành được một vị trí trong đội hình đội tuyển quốc gia và được ở lại với đội tuyển quốc gia Brasil đang chuẩn bị cho Thế vận hội Mùa hè 2016 diễn ra tại Rio. Danh sách này bao gồm ba thủ môn khác ngoài Aline nhưng sau thời gian tập luyện và chuẩn bị cho Thế vận hội, Aline trở thành một trong hai thủ môn trong đội hình 18 cầu thủ Olympic. Reis từng một thủ môn dự phòng (không có trong đội hình chính thức) cho Giải vô địch bóng đá nữ thế giới 2015. Aline ra mắt đội tuyển quốc gia của mình trong Thế vận hội Mùa hè 2016 ở Brasil, chơi tất cả 90 phút trước Nam Phi, trước 42.000 người tại Arena da Amazônia ở Manaus. Trận đấu kết thúc với tỉ số hòa 0-0.